# وريد تحت ترقوة
الوريد تحت الترقوة أو الوريد تحت الترقوي (بالإنجليزية: Subclavian vein)‏ هو وريد كبير مزدوج، واحد على كلِّ جانبٍ من جانبي الجسم. قطره حوالي قطر إصبع الخنصر (الإصبع الأصغر).

## البنيان

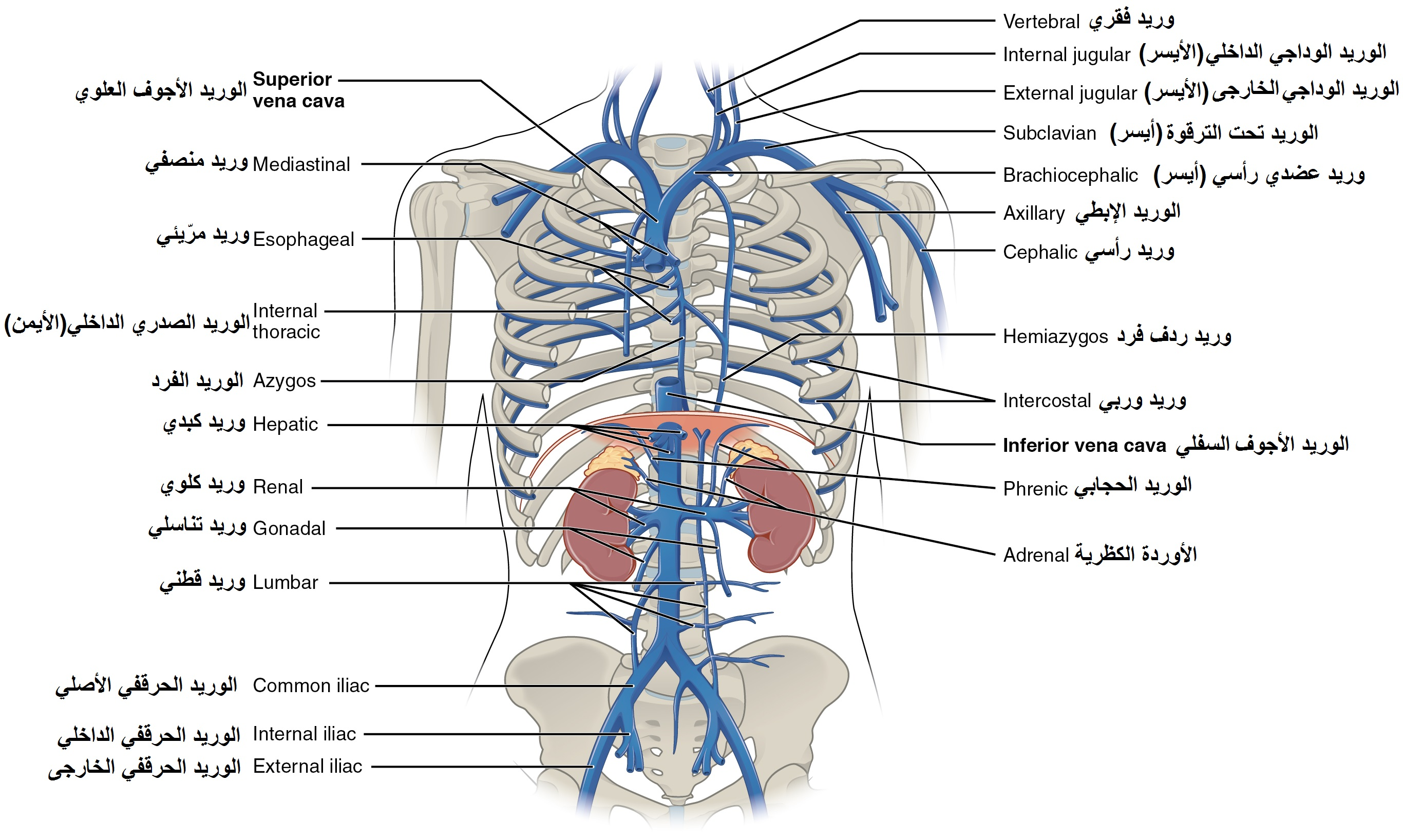
أوردة منطقة الصدر والبطن

الوريد تحت الترقوة هو امتداد للوريد الإبطي ويمتد من الحدود الخارجية للضلع الأول إلى الجهة الوسطى (الإنسية) من العضلة الأخمعية الأمامية (بالإنجليزية: anterior scalene muscle)‏. ومن ذلك المكان، فإنه ينضم مع الوريد الوداجي الداخلي لتشكيل الوريد العضدي الرأسي. ويطلق على زاوية الالتقاء اسم الزاوية الوريدية.
الوريد تحت الترقوة يتبع الشريان تحت الترقوة جنباً إلى جنب ويفصلهما العضلة الأخمعية الأمامية. وهكذا، فإن الوريد تحت الترقوة يتوضّع أمام العضلة الأخمعية الأمامية، بينما الشريان تحت الترقوة يتوضّع خلف العضلة الأخمعية الأمامية (أمام العضلة الأخمعية المتوسطة).

## الوظيفة
القناة الصدرية تصرف في الوريد تحت الترقوة الأيسر، قرب تقاطعه مع الوريد الوداجي الداخلي الأيسر. وتحمل اللمف (الماء والمواد المذابة) من النظام اللمفاوي، بالإضافة إلى الكيلومكرونات أو الكيلوس، التي تشكلت في الأمعاء من الدهون الغذائية والدهون.
القناة اللمفية اليمنى تصرف لمفها في تقاطع الوريد الوداجي الداخلي الأيمن، والوريد تحت الترقوة الأيمن.

## صور إضافية

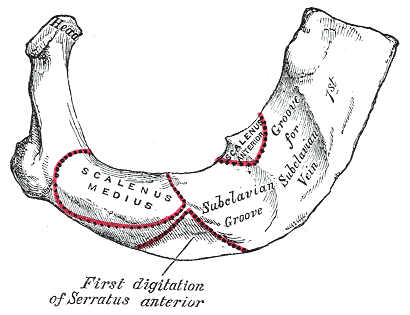
ضلع.
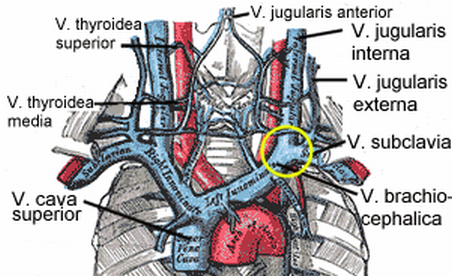
الوريد الأجوف و الوريد الفرد ، مع روافدهما.
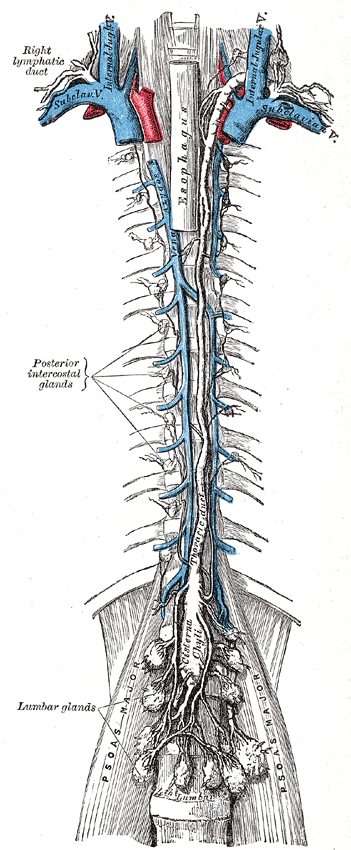
القنوات الصدرية واللمفاوية اليمنى .
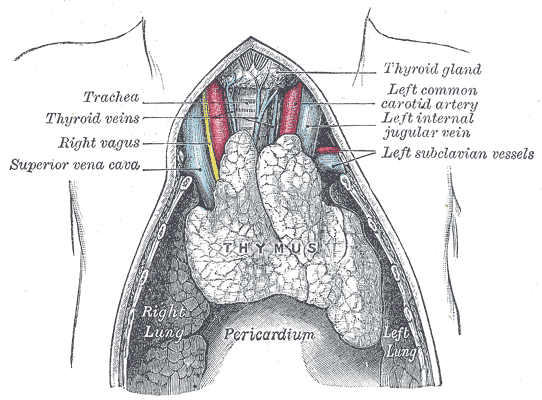
الغدة الصعترية لجنين مكتمل.
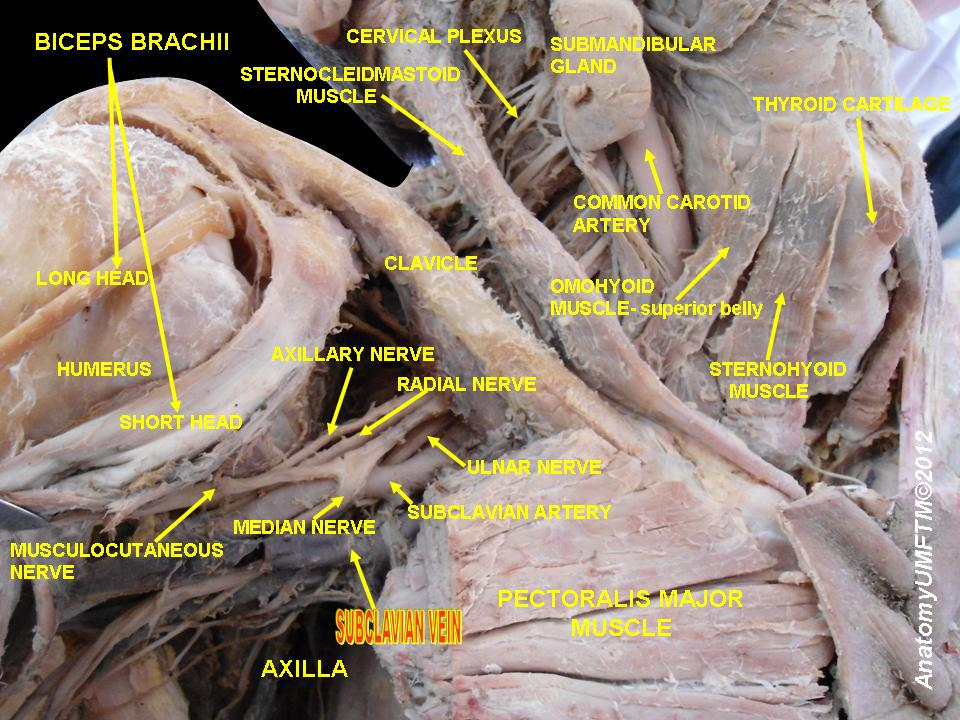
وريد تحت الترقوة (الاسم مكتوب  بالأحمر)
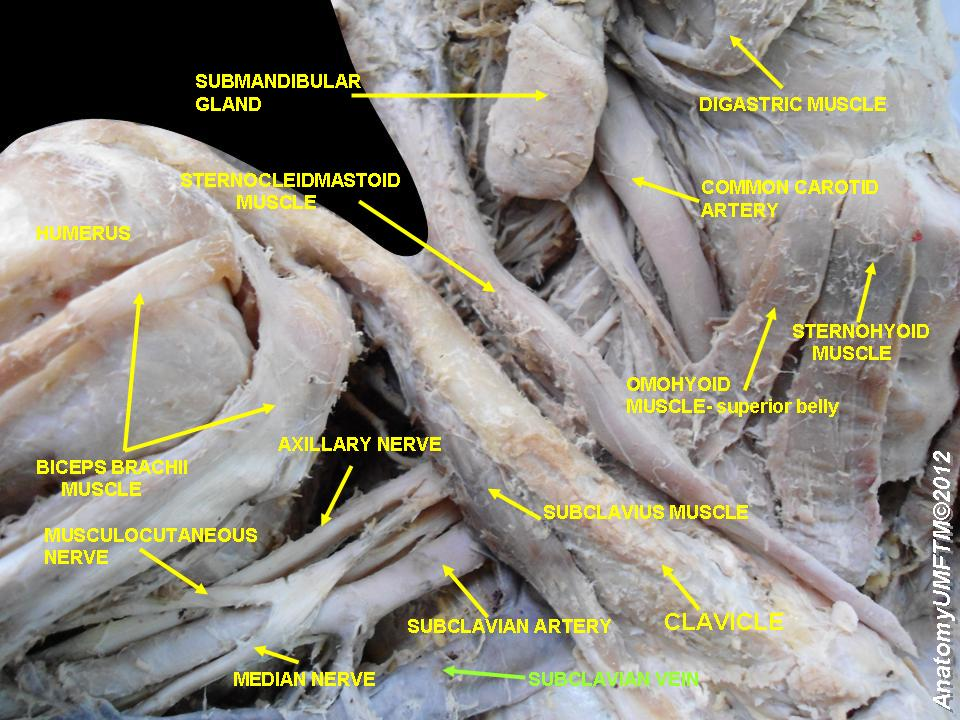
وريد تحت الترقوة - صورة من اليمين (الاسم مكتوب بالأخضر)
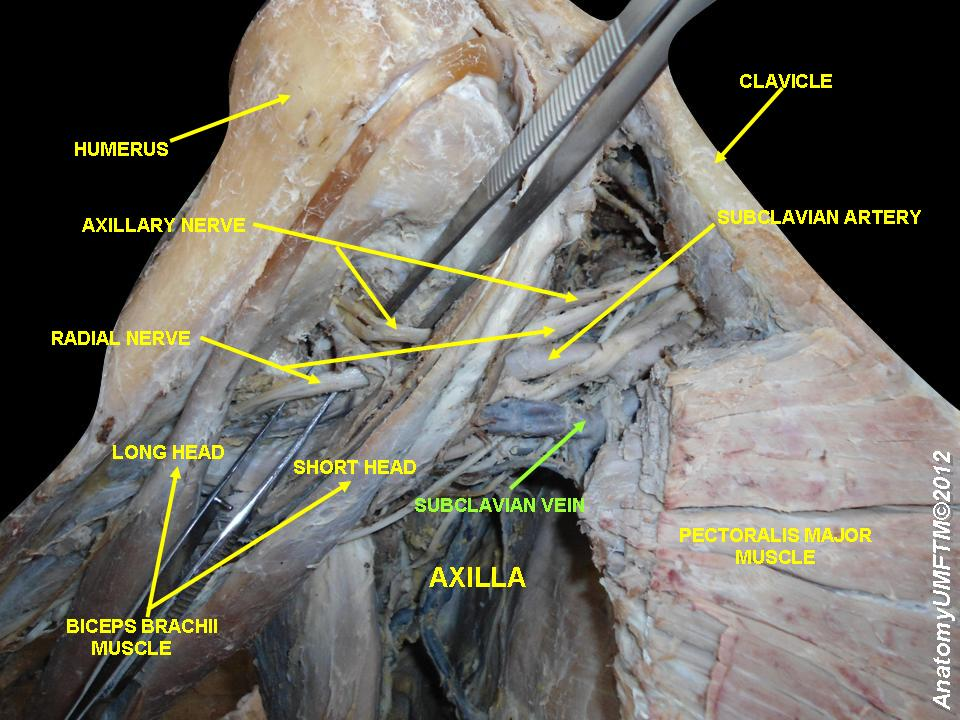
وريد تحت الترقوة (الاسم مكتوب بالأخضر)
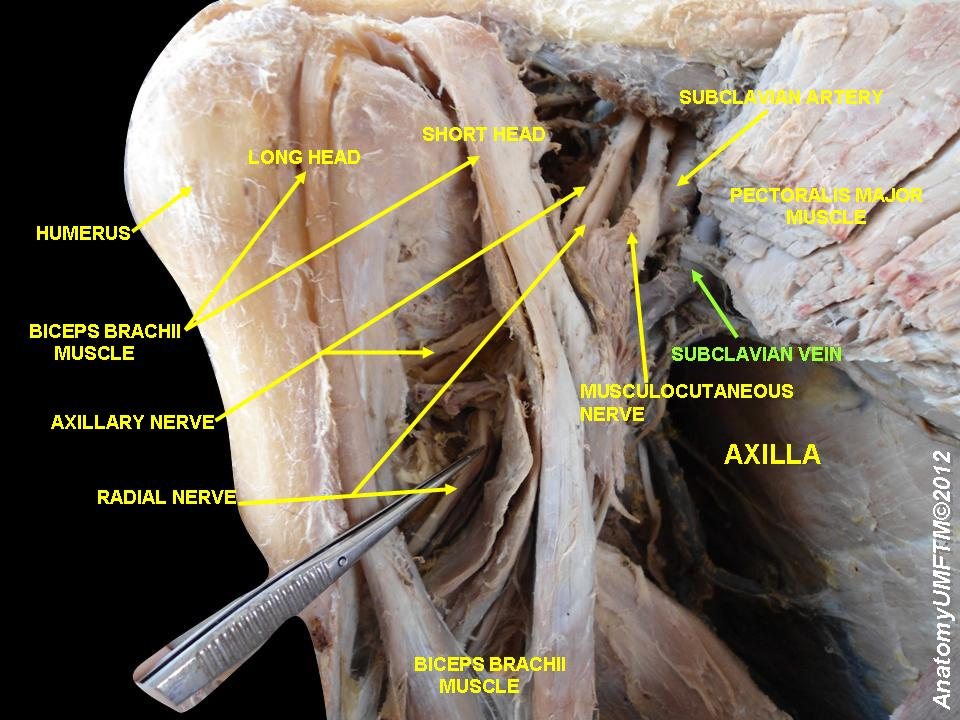
وريد تحت الترقوة (الاسم مكتوب بالأخضر)

هذه المقالة تعتمد على مواد ومعلومات ذات ملكية عامة، من الصفحة رقم 664  الطبعة العشرين لكتاب تشريح جرايز لعام 1918.